# Aristide Dethier
Théodore-Aristide Dethier, né le 13 juin 1800 à Paris et mort le 25 février 1871 à Theux, est un industriel, diplomate et homme politique belge. 

## Biographie

### Jeunesse
Fils aîné du révolutionnaire franchimontois Laurent-François Dethier et neveu du colonel d'Empire Pierre Lejeune, Aristide a pour parrain le général Jean Lambert Joseph Fyon. Il nait à Paris où son père s'était installé durant son mandat de député au Conseil des Cinq-Cents. 
Dès son enfance, Aristide Dethier est initié aux études scientifiques menées par son père. En février 1812, son oncle Lejeune, officier dans la Grande armée, l'emmène dans un voyage qui le mènera jusqu'à Brême, où son régiment est en garnison. Au printemps 1813, Laurent-François Dethier se rend à Paris pour y rencontrer plusieurs savants. Son fils l'accompagne durant ce séjour, à la découverte de la capitale qui l'a vu naître. Soucieux de son instruction, son père le convie à assister à quelques cours dispensés au prestigieux Collège de France. Ces deux voyages vont vivement impressionner le jeune Aristide et expliquent ses futurs goûts pour l'aventure et les lointains périples. 
Grâce à son oncle Lejeune, Aristide est inscrit en juin 1813 au Lycée impérial de Liège. Ses bulletins de notes attestent qu'il est un élève brillant. Cependant, la fin du Régime français et le rattachement de Liège au nouveau royaume des Pays-Bas vont fortement perturber ce cursus académique, si bien qu'Aristide interrompt ses études pour commencer une carrière dans le monde du commerce. Il est ainsi engagé par la firme Kaison, entreprise verviétoise spécialisée dans la fabrique de draps. Aristide Dethier y est employé comme voyageur de commerce.

### Voyageur de commerce (1816-1834)
En 1827, Kaison charge le jeune homme d'aller ouvrir un comptoir commercial à Smyrne. À l'époque, Smyrne est, avec Constantinople, l'un des principaux lieux d'échanges entre l'Occident et l'Orient. L'Empire ottoman étant par ailleurs un important débouché pour le commerce du textile verviétois. 
Aristide s'embarque ainsi vers la porte de l'Empire ottoman, en octobre 1827. Il séjourne à Smyrne jusqu'en octobre 1834. 

#### Consul de Belgique au Levant (1831-1834)
Pendant son absence, la révolution belge de 1830 éclate et Aristide Dethier en est le lointain spectateur. Regrettant de ne pouvoir y prendre part directement, il propose cependant ses services au nouvel État belge. Ainsi, en août 1831, il est officiellement nommé Consul de Belgique à Smyrne, pour l'Anatolie. Cette fonction nouvelle ne s'effectuera pas sans mal car l'Empire ottoman n'a pas encore officiellement reconnu le royaume de Belgique et les diplomates étrangers qu'il côtoie le considèrent avec un mépris certain. De plus, bien que le jeune homme prenne soin de remplir ses obligations avec sérieux en envoyant régulièrement des rapports à Bruxelles, sa fonction fut semble-t-il plus honorifique qu'effective. Il n'en obtiendra jamais aucune rétribution et en retirera finalement bien peu de prestige.  
Entretemps, la firme Kaison ayant pris la décision de fermer son comptoir commercial, et n'ayant pas réussi à se faire engager par une autre firme, Aristide Dethier pense à rentrer au pays mais tarde car il a pris goût à la vie qu'il mène là-bas.
Rentré en novembre 1834, il tente vainement de convaincre les autorités belges des bienfaits qu'offrirait au pays d'entretenir des liens commerciaux et politiques avec le Levant. Pour ce faire, il rédige un mémoire, qui aura semble-t-il peu d'effet. Déçu par son expérience diplomatique, Dethier aurait décliné un poste de Consul général de Belgique en Autriche, préférant s'occuper de ses parents.

### Carrière industrielle
De retour en Belgique, Aristide Dethier s'installe à Theux, dans la maison familiale. Il s'essaie à la politique locale ; élu au niveau communal, il est échevin de Theux de 1840 à 1847.
Passionné, comme son père Laurent-François Dethier,  depuis sa jeunesse par les sciences naturelles, la géologie et la minéralogie, Aristide recherche des gisements de fer à exploiter dans l'Arrondissement de Verviers. Il collabore avec la Société Cockerill.

#### Inventeur des mines du Rocheux
Il fait la connaissance de Charles-Ferdinand de Bourbon-Siciles, prince de Capoue, venu en villégiature à Spa. Les deux hommes se lient d'amitié et le Prince décide d'investir dans l'extraction des minerais de fer. Il exploite la mine de Sasserotte et celle du Rocheux. Il confie cette charge à Aristide Dethier, faisant de lui son homme de confiance et son chargé d'affaires en Belgique. Aristide Dethier entretiendra des liens d'amitié étroits avec le Prince de Capoue et sa famille, qui se poursuivront bien après le décès du Prince.
Aristide Dethier est également à l'origine de l'exploitation des mines de Corbeau-Tapeu et de Werleumont.(Lierneux).

#### Médaille d'argent à l'exposition universelle de Paris
Les recherches sur la minéralogie et les découvertes de gisements miniers vont lui valoir une reconnaissance internationale lors de l'Exposition universelle de 1867, où il se voit décerner une médaille d'argent, en tant que créateur de la S.A. des mines du Rocheux. Simultanément et pour cette même raison, le gouvernement belge le fait chevalier de l’ordre de Léopold.

### Activités scientifiques et archéologiques

#### Recherches archéologiques
Lors de son séjour au Levant, Aristide Dethier s'initie à l'archéologie. Ainsi, il accompagne une expédition menée par l'explorateur britannique Francis Arundell (en) (octobre-novembre 1833). Cette expédition va parcourir la Pisidie et découvrir les ruines antiques de la cité d'Antioche de Pisidie. Arundell publiera un récit de ce voyage, en 2 volumes,, dans lequel il cite à plusieurs reprises Aristide Dethier. 
Dans les années 1860, il effectue des fouilles archéologiques sur les hauteurs de Juslenville, où il met au jour les traces d'un ancien cimetière gallo-romain. Le résultat de ces recherches servira ultérieurement de base aux campagnes de fouilles menées par l'Institut archéologique liégeois. 

#### Recherches et activités scientifiques diverses
Comme son père, Aristide Dethier est un touche-à-tout. Cet autodidacte est un adepte de l'expérimentation sur le terrain, parcourant régulièrement sa région à la recherche de curiosités. Il se passionne pour la géologie, la minéralogie, la chimie, la géographie, la linguistique, l'héraldique, l'histoire et la philologie.
Il est abonné à plusieurs publications de sociétés savantes avec lesquelles il correspond régulièrement pour leur communiquer les résultats de ses travaux.
Aristide est ainsi membre-correspondant de la Société des Sciences naturelles de Liège.
À peine âgé de 18 ans, c'est lors d'une de ces excursions en compagnie de son père que les deux hommes effectueront la reconnaissance de la vallée du Ninglinspo, qu'ils baptiseront "Bains de Diane". 
En 1869, une société savante le charge d'étudier les gisements minéraux de Sardaigne. Bien que pratiquement âgé de 70 ans, Aristide Dethier s'embarque à Marseille et débarque à Cagliari. Durant six mois, il visite les moindres recoins de l'île, y relevant les gisements miniers, gravissant les montagnes et explorant les vestiges archéologiques rencontrés. Comme au temps de sa jeunesse, lors de son voyage au Levant, il emporte avec lui le minimum : quelques feuilles à dessin et des couleurs pour immortaliser ce qu'il voit, ne s'embarrassant d'aucun confort auquel pourrait prétendre un homme de son âge. Au contraire, il se revoit jeune et vigoureux, enchaînant les longues marches, par tous temps, préférant comme logement la belle étoile aux habitations confortables.
Rentré à Theux en septembre 1870, les joies de ce voyage s'estompent rapidement car ayant toujours été plus intéressé par ses passions que par ses besoins financiers, son insouciance et ses illusions, typique de l'esprit du personnage romantique qu'il n'a jamais cessé d'être, lui ont caché la réalité à laquelle il se retrouve brutalement confronté : sa fortune, au fil des ans, s'est étiolée et il se retrouve quasiment ruiné.

### Fin de vie
Peu avant son décès, Aristide Dethier, presque sans le sou, bénéficie de la charité d'une famille theutoise qui lui offre le gîte et le couvert, consciente de venir en aide à un homme exceptionnel, mais qui vit hors du monde réel. Dethier a semble-t-il tenté de renflouer sa fortune en cherchant à faire une découverte qui lèguerait son nom à la postérité, mais sans succès. Alors qu'il n'avait jamais connu de soucis de santé, de par sa situation, il dépérit rapidement et s'éteint à Theux, le 25 février 1871.
Aristide Dethier est mort célibataire et sans enfants. Il est inhumé dans le caveau familial, au côté de ses parents et de sa sœur, dans le vieux cimetière de Theux.

#### Postérité
Tout comme son père, après sa mort, Aristide Dethier est rapidement tombé dans l'anonymat et de nos jours, il reste un personnage méconnu et oublié.

## Sources et bibliographie

### Sources
- Aristide Dethier, Renseignements pour le commerce de la Belgique avec la Turquie, Verviers, Imprimerie Eugène Coumont, 1835, 56 p.
- Joseph Fayn, Aristide Dethier, Liège, Imprimerie J. Desoer, 1873, 7 p. (petit ouvrage rédigé par un ami d'Aristide Dethier, dans lequel il rapporte plusieurs souvenirs confiés par son défunt ami).

### Travaux
- Carl Havelange, « Un jeune homme au Levant. Le séjour à Smyrne d'Aristide Dethier (1828-1834) », Le Vieux-Liège, no 267,‎ octobre-décembre 1994, p. 221-239
- Joël Baum, Le Theutois Laurent-François Dethier et le Spadois Jean-Guillaume Brixhe, acteurs majeurs de la Révolution et de la période française dans le Pays de Franchimont (1789-1805), Université de Liège, 2011, p. 35-38 (mémoire de master en Histoire)
- Françoise Job, Théodore-Aristide Dethier. Analyse d'une correspondance privée, Université de Liège, 2000 (mémoire de licence en Histoire)